# Cantone di Le Bourg-d'Oisans
Il Cantone di Le Bourg-d'Oisans era una divisione amministrativa dell'arrondissement di Grenoble.
A seguito della riforma approvata con decreto del 18 febbraio 2014, che ha avuto attuazione dopo le elezioni dipartimentali del 2015, è stato soppresso.

## Composizione
Comprendeva i comuni di
- Allemond
- Auris
- Besse
- Le Bourg-d'Oisans
- Clavans-en-Haut-Oisans
- Le Freney-d'Oisans
- La Garde
- Huez
- Livet-et-Gavet
- Mizoën
- Mont-de-Lans
- Ornon
- Oulles
- Oz
- Saint-Christophe-en-Oisans
- Vaujany
- Vénosc
- Villard-Notre-Dame
- Villard-Reculas
- Villard-Reymond